# Tetraglenes intermedia
Tetraglenes intermedia är en skalbaggsart som beskrevs av Stefan von Breuning 1954. Tetraglenes intermedia ingår i släktet Tetraglenes och familjen långhorningar.
Artens utbredningsområde är Kenya. Inga underarter finns listade i Catalogue of Life.